# Canariellanum albidum
Espèce
Canariellanum albidum est une espèce d'araignées aranéomorphes de la famille des Linyphiidae.

## Distribution
Cette espèce est endémique de la Grande Canarie aux îles Canaries,.

## Description
Le mâle holotype mesure 1,15 mm.

## Publication originale
- Wunderlich, 1987 : Die Spinnen der Kanarischen Inseln und Madeiras: Adaptive Radiation, Biogeographie, Revisionen und Neubeschreibungen. Triops Verlag, Langen, p. 1-435.